# チャカイト沢

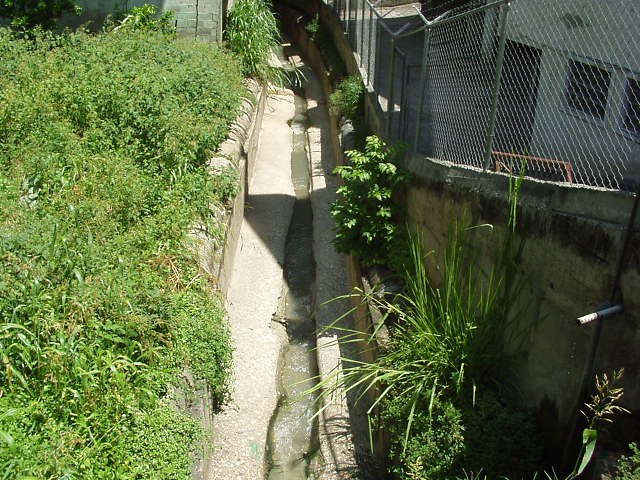
市内を流れる川 (2004年7月)

チャカイト沢（チャカイトさわ、Quebrada Chacaíto）は、ベネズエラのカラカスを流れる小さな川で、グアイレ川の支流である。首都地区リベルタドル市とミランダ州チャカオ市の境をなす。

## 地理
アビラ山のエル・アビラ峰の東に源を持つ。谷を南に下って山中でラス・アドフンタス沢とニエベス沢を合わせる。カラカス盆地を南南西に流れ、チャカイート駅の手前で地下に潜り、最終的にはグアイレ川に合流する。

## 支流
- ラス・アドフンタス沢 (Quebrada Las Adjuntas)
- ニエベス沢 (Quebrada Nieves)